# Campionati del mondo di atletica leggera indoor 1997
I Campionati del mondo di atletica leggera indoor 1997 (6ª edizione) si sono svolti al Palais omnisports de Paris-Bercy di Parigi, in Francia, dal 7 al 9 marzo.
È stata la prima edizione in cui si è gareggiato nel salto con l'asta femminile.

## Medagliati

### Uomini
| Specialità | Oro                                                        | Prestazione | Argento                                                                                | Prestazione | Bronzo                                                               | Prestazione |
| Corse piane |                                                            |             |                                                                                        |             |                                                                      |             |
| 60 m | Charalambos Papadias                                       | 6"50        | Michael Green                                                                          | 6"51        | Davidson Ezinwa                                                      | 6"52        |
| 200 m | Kevin Little                                               | 20"40       | Iván García                                                                            | 20"46       | Francis Obikwelu                                                     | 21"10       |
| 400 m | Sunday Bada                                                | 45"51       | Jamie Baulch                                                                           | 45"62       | Shunji Karube                                                        | 45"76       |
| 800 m | Wilson Kipketer                                            | 1'42"67     | Mahjoub Haïda                                                                          | 1'45"76     | Rich Kenah                                                           | 1'46"16     |
| 1.500 m | Hicham El Guerrouj                                         | 3'35"31     | Rüdiger Stenzel                                                                        | 3'37"24     | William Tanui                                                        | 3'37"48     |
| 3.000 m | Haile Gebrselassie                                         | 7'34"71     | Paul Bitok                                                                             | 7'38"84     | Ismaïl Sghyr                                                         | 7'40"01     |
| Corse a ostacoli |                                                            |             |                                                                                        |             |                                                                      |             |
| 60 hs | Anier García                                               | 7"48        | Colin Jackson                                                                          | 7"49        | Tony Dees                                                            | 7"50        |
| Salti |                                                            |             |                                                                                        |             |                                                                      |             |
| Salto in alto | Charles Austin                                             | 2,35 m      | Lambros Papakostas                                                                     | 2,32 m      | Dragutin Topić                                                       | 2,32 m      |
| Salto con l'asta | Igor Potapovič                                             | 5,90 m      | Lawrence Johnson                                                                       | 5,85 m      | Maksim Tarasov                                                       | 5,80 m      |
| Salto in lungo | Iván Pedroso                                               | 8,51 m      | Kirill Sosunov                                                                         | 8,41 m      | Joe Greene                                                           | 8,41 m      |
| Salto triplo | Yoel García                                                | 17,30 m     | Aliecer Urrutia                                                                        | 17,27 m     | Aleksandr Aseledchenko                                               | 17,22 m     |
| Lanci |                                                            |             |                                                                                        |             |                                                                      |             |
| Getto del peso | Jurij Bilonoh                                              | 21,02 m     | Oleksandr Bahač                                                                        | 20,94 m     | John Godina                                                          | 20,87 m     |
| Prove multiple |                                                            |             |                                                                                        |             |                                                                      |             |
| Eptathlon | Robert Změlík                                              | 6.228 p.    | Erki Nool                                                                              | 6.213 p.    | Jon Árnar Magnússon                                                  | 6.145 p.    |
| Staffette |                                                            |             |                                                                                        |             |                                                                      |             |
| Staffetta 4×400 m | Stati Uniti Jason Rouser Mark Everett Sean Maye Deon Minor | 3'04"93     | Giamaica Linval Laird Michael McDonald Dinsdale Morgan Gregory Haughton Garth Robinson | 3'08"11     | Francia Pierre-Marie Hilaire Rodrigue Nordin Loïc Lerouge Fred Mango | 3'09"68     |
| record mondiale; record mondiale stagionale; record africano; record asiatico; record europeo; record nord-centroamericano e caraibico; record sudamericano; record oceaniano; record dei campionati; record nazionale; record personale; record personale stagionale. |                                                            |             |                                                                                        |             |                                                                      |             |

### Donne
| Specialità | Oro | Prestazione | Argento                                                                                         | Prestazione | Bronzo                                                                  | Prestazione |
| Corse piane | |             |                                                                                                 |             |                                                                         |             |
| 60 m | Gail Devers | 7"06        | Chandra Sturrup                                                                                 | 7"15        | Frédérique Bangué                                                       | 7"17        |
| 200 m | Ekateríni Kóffa | 22"76       | Juliet Cuthbert                                                                                 | 22"77       | Svetlana Gončarenko                                                     | 22"85       |
| 400 m | Jearl Miles-Clark | 50"96       | Sandie Richards                                                                                 | 51"17       | Helena Fuchsová                                                         | 52"04       |
| 800 m | Maria Mutola | 1'58"96     | Natalya Dukhnova                                                                                | 1'59"31     | Joetta Clark                                                            | 1'59"82     |
| 1.500 m | Yekaterina Podkopayeva                                                                                                 | 4'05"19     | Patricia Djaté-Taillard                                                                         | 4'06"16     | Lidia Chojecka                                                          | 4'06"25     |
| 3.000 m | Gabriela Szabó | 8'45"75     | Sonia O'Sullivan                                                                                | 8'46"19     | Fernanda Ribeiro                                                        | 8'49"79     |
| Corse a ostacoli | |             |                                                                                                 |             |                                                                         |             |
| 60 hs | Michelle Freeman | 7"82        | Gillian Russell                                                                                 | 7"84        | Cheryl Dickey Patricia Girard                                           | 7"84        |
| Salti | |             |                                                                                                 |             |                                                                         |             |
| Salto in alto | Stefka Kostadinova | 2,02 m      | Inha Babakova                                                                                   | 2,00 m      | Hanne Haugland                                                          | 2,00 m      |
| Salto con l'asta | Stacy Dragila | 4,40 m      | Emma George                                                                                     | 4,35 m      | Weiyan Cai                                                              | 4,35 m      |
| Salto in lungo | Fiona May | 6,86 m      | Chioma Ajunwa                                                                                   | 6,80 m      | Agata Karczmarek                                                        | 6,71 m      |
| Salto triplo | Inna Lasovskaya | 15,01 m     | Ashia Hansen                                                                                    | 14,70 m     | Šárka Kašpárková                                                        | 14,66 m     |
| Lanci | |             |                                                                                                 |             |                                                                         |             |
| Getto del peso | Vita Pavlyš | 20,00 m     | Astrid Kumbernuss                                                                               | 19,92 m     | Irina Koržanenko                                                        | 19,49 m     |
| Prove multiple | |             |                                                                                                 |             |                                                                         |             |
| Pentathlon | Sabine Braun | 4.780 p.    | Mona Steigauf                                                                                   | 4.681 p.    | Kym Carter                                                              | 4.627 p.    |
| Staffette | |             |                                                                                                 |             |                                                                         |             |
| Staffetta 4×400 m | Russia Tat'jana Čebykina Svetlana Gončarenko Ol'ga Kotljarova Tat'jana Alekseeva Natal'ja Sharova Ekaterina Bachvalova | 3'26"84     | Stati Uniti Shanelle Porter Natasha Kaiser-Brown Anita Howard Jearl Miles-Clark Carlette Guidry | 3'27"66     | Germania Anja Rücker Anke Feller Heike Meißner Grit Breuer Anja Knippel | 3'28"39     |
| record mondiale; record mondiale stagionale; record africano; record asiatico; record europeo; record nord-centroamericano e caraibico; record sudamericano; record oceaniano; record dei campionati; record nazionale; record personale; record personale stagionale. | |             |                                                                                                 |             |                                                                         |             |

## Medagliere
| Posizione | Paese       | Oro | Argento | Bronzo | Totale |
| --------- | ----------- | --- | ------- | ------ | ------ |
| 1         | Stati Uniti | 6   | 2       | 7      | 15     |
| 2         | Cuba        | 3   | 2       | 0      | 5      |
| 3         | Russia      | 3   | 1       | 4      | 8      |
| 4         | Ucraina     | 2   | 2       | 0      | 4      |
| 5         | Grecia      | 2   | 1       | 0      | 3      |
| 6         | Giamaica    | 1   | 5       | 0      | 6      |
| 7         | Germania    | 1   | 3       | 1      | 5      |
| 8         | Nigeria     | 1   | 1       | 2      | 4      |
| 9         | Marocco     | 1   | 1       | 1      | 3      |
| 10        | Rep. Ceca   | 1   | 0       | 2      | 3      |
| 11        | Bulgaria    | 1   | 0       | 0      | 1      |
| 11        | Danimarca   | 1   | 0       | 0      | 1      |
| 11        | Etiopia     | 1   | 0       | 0      | 1      |
| 11        | Italia      | 1   | 0       | 0      | 1      |
| 11        | Kazakistan  | 1   | 0       | 0      | 1      |
| 11        | Mozambico   | 1   | 0       | 0      | 1      |
| 11        | Romania     | 1   | 0       | 0      | 1      |
| 18        | Regno Unito | 0   | 3       | 0      | 3      |
| 19        | Francia     | 0   | 1       | 3      | 4      |
| 20        | Kenya       | 0   | 1       | 1      | 2      |
| 21        | Australia   | 0   | 1       | 0      | 1      |
| 21        | Bahamas     | 0   | 1       | 0      | 1      |
| 21        | Bielorussia | 0   | 1       | 0      | 1      |
| 21        | Estonia     | 0   | 1       | 0      | 1      |
| 21        | Irlanda     | 0   | 1       | 0      | 1      |
| 26        | Polonia     | 0   | 0       | 2      | 2      |
| 27        | Cina        | 0   | 0       | 1      | 1      |
| 27        | Giappone    | 0   | 0       | 1      | 1      |
| 27        | Islanda     | 0   | 0       | 1      | 1      |
| 27        | Jugoslavia  | 0   | 0       | 1      | 1      |
| 27        | Norvegia    | 0   | 0       | 1      | 1      |
| 27        | Portogallo  | 0   | 0       | 1      | 1      |
| Totale    | Totale      | 28  | 28      | 29     | 85     |